# Hong Kong (comics)
Pour les articles homonymes, voir Hong Kong (homonymie).
Batman: Hong Kong est un comics américain de Batman réalisé par Doug Moench (scénario) et Tony Wong (dessins).

## Synopsis
Une série de crimes conduit Batman jusqu'à Hong Kong où il est confronté à Night Dragon, un personnage costumé qui s'attaque aux criminels locaux.

## Personnages
- Batman/Bruce Wayne
- Night Dragon

### Éditeurs
- 2003 : Batman: Hong Kong (DC Comics)
- 2004 : Hong Kong (Semic, collection Semic Manga) : première édition en français.